# Saint-Martin-des-Champs (Yonne)
Saint-Martin-des-Champs is een gemeente in het Franse departement Yonne (regio Bourgogne-Franche-Comté) en telt 265 inwoners (1999). De plaats maakt deel uit van het arrondissement Auxerre.

## Geografie
De oppervlakte van Saint-Martin-des-Champs bedraagt 32,9 km², de bevolkingsdichtheid is 8,1 inwoners per km².
De onderstaande kaart toont de ligging van Saint-Martin-des-Champs (Yonne) met de belangrijkste infrastructuur en aangrenzende gemeenten.

## Demografie
Onderstaande figuur toont het verloop van het inwonertal (bron: INSEE-tellingen).